# Ломско македонско благотворително братство
Ломското македонско благотворително братство е организация на бежанците от областта Македония, установили се в Лом.

## История
На Първия македонски конгрес, провел се в София на 19 – 28 март 1895 година, е основана Македонската организация, която бързо започва да образува клонове в цялата страна. Основано е и дружество в Лом, което участва активно в дейността на Организацията. На Втория конгрес от 3 до 16 декември 1895 година делегат е А. Ангелов, на Четвъртия конгрес от 15 до 21 юни 1897 година делегат е Коста Арсениев, на Петия конгрес от 26 до 29 юли 1898 година делегат е Денко Николов, на Шестия конгрес от 1 до 5 май 1899 година делегат е Спиридон Шопов, на Седмия конгрес от 30 юли до 5 август 1900 година делегат е Н. Петков и на Осмия конгрес от 4 до 7 април 1901 година делегат е Денко Николов.
След Първата световна война дружеството е възстановено като благотворително братство, част от Съюза на македонските емигрантски организации. На 8 януари 1925 година братството си избира ново ръководство в състав Емануил Арсов (председател), Михаил Акв. Дервишев (подпредседател), Трънко П. Симов (секретар), Пандил А. Божков (касиер), Хр. Ефтимов (библиотекар) и съветници Атанас Новоселов и Михаил Г. Поптодоров. На 3 януари 1926 година братството избира настоятелство в състав Петко Поптодоров (председател), Теофил Попхаджийски (подпредседател), Георги Гешов (секретар), Никола Икономов (касиер), а съветници са Аврам Поптодоров, Васил Пантелеев и Ефрем М. Поптодоров.